# Hotride
Hotride је седамнаести сингл британског бенда The Prodigy. Изашао је 1. новембра 2004. године. То је био трећи сингл са албума Always Outnumbered, Never Outgunned. Није доспео на УК топ-листу синглова, јер је CD издат у EP формату са три додатне 'Б-стране', што није било по правилима топ-листа синглова.
Музички спот режирао је Данијел Леви (Daniel Levi), али га је Лијам Хаулет одбацио због огромне количине бесмисленог насиља.

## Списак песама

### XL recordings CD сингл
1. Hotride (4:32)
2. Who U Foolin (3:40)
3. Girls (Rex The Dog Remix) (6:33)
4. Hotride (El Batori Mix) (4:44)